# Уокер, Джонни (боец)
Джонни Уокер (англ. Walker Johnny da Silva Barra de Souza; род. 30 марта 1992, Белфорд-Рошу, Бразилия) — Бразильский боец смешанного стиля.
В настоящее время он выступает в полутяжелом весе UFC. Будучи профессиональным спортсменом с 2013 года, Уокер получил контракт с UFC, приняв участие в серии Contender Series Даны Уайт, а также ранее участвовал в соревнованиях Jungle Fight. Занимает 13 строчку официального рейтинга UFC в полутяжелом весе.

## Титулы и достижения
- Ultimate Fighting Championship
  - «Выступление вечера» (4 раза) против Халила Раунтри Мл., Мишы Циркунова, Джастина Ледета и Иона Куцелабы

- Ultimate Challenge MMA
  - 2018 Чемпион UCMMA в полутяжелом весе (один раз)

- European Beatdown
  - 2018 Чемпион EBD в полутяжелом весе (один раз)

## Карьера в MMA

### Ранняя карьера
Уокер дебютировал в профессиональном ММА в декабре 2013 года. В течение следующих четырех лет он дрался в своей родной Бразилии и заработал рекордные 10 побед при 3 поражениях, причем все его победы были досрочными.
В итоге Уокер получил предложение от шотландского бизнесмена тренироваться там и переехал в эту страну. Однако через месяц он не получил зарплату и ушел. В начале 2018 года Уокер переехал в Англию, где боролся за различные промоушены, добавил к своему послужному списку еще 3 победы и заработал место в серии Contender Series Даны Уайт в августе 2018 года. Несмотря на то, что он из Бразилии, Уокер решил представлять Англию как он чувствовал, что именно здесь он смог раскрыть свой потенциал.

### Dana White’s Contender Series
Уокер дебютировал в серии Contender Series Даны Уайта 11 августа 2018 года. Он встретился с Энрике да Силва и выиграл бой единогласным решением судей. Победа принесла Уокеру место в списке UFC.

### Ultimate Fighting Championship
В своем дебютном промоушене UFC Уокер встретился с Халилом Раунтри-младшим 17 ноября 2018 года на турнире UFC Fight Night 140. Он выиграл бой нокаутом в первом раунде. Эта победа принесла Уокеру его первую премию «Выступление вечера».
В своем следующем бою Уокер встретился с Джастином Ледетом 2 февраля 2019 года на турнире UFC Fight Night 144.
Он выиграл бой нокаутом всего за 15 секунд после начала первого раунда. Эта победа принесла Уокеру вторую подряд награду «Выступление вечера».
Вскоре Уокер заменил травмированного Овинса Сен-Пре, чтобы встретиться с Мишей Циркуновым 2 марта 2019 года на турнире UFC 235. Он выиграл бой техническим нокаутом в первом раунде. После боя Уокер заявил, что вывихнул плечо во время празднования. Победа также принесла Уокеру третью подряд премию «Выступление вечера».
Уокер встретился с Кори Андерсоном 2 ноября 2019 года на турнире UFC 244. Он проиграл бой техническим нокаутом в первом раунде.
Уокер встретился с Никитой Крыловым 14 марта 2020 года на турнире UFC Fight Night 170. Он проиграл бой единогласным решением судей.
Первоначально Уокер должен был сразиться с Райаном Спэнном на турнире UFC Fight Night 176 5 сентября 2020 года. Однако у Уокера был положительный результат на COVID-19 , и бой был перенесен на 19 сентября 2020 года на турнире UFC Fight Night 178.
После того, как Спанн дважды отправил его в нокдаун, Уокер выиграл бой нокаутом в первом раунде.
Уокер должен был сразиться с Джимми Крутом 27 марта 2021 года на турнире UFC 260.
Тем не менее, Уокер отказался от боя в начале февраля, сославшись на травму груди.
Уокер встретился с Тиагу Сантусом 2 октября 2021 года на турнире UFC Fight Night 193. Он проиграл бой единогласным решением судей.
В качестве первого боя по своему новому контракту на шесть боев Уокер встретился с Джамалом Хиллом 19 февраля 2022 года в главном событии турнира UFC Fight Night 201. Он проиграл бой нокаутом в первом раунде.
Уокер встретился с Ионом Куцелабой 10 сентября 2022 года на турнире UFC 279. Он выиграл бой удушающим приемом сзади в первом раунде. Эта победа принесла Уокеру его четвертую премию «Выступление вечера».
Уокер встретился с Полом Крейгом 21 января 2023 года на турнире UFC 283. Он выиграл бой техническим нокаутом в первом раунде.
Уокер встретился с Энтони Смитом 13 мая 2023 года на турнире UFC On ABC 4. Он выиграл бой единогласным решением судей(30-27, 30-27, 30-27).
Уокер встретился с Магомедом Анкалаевым 21 октября 2023 года на турнире UFC 294. Поединок был объявлен несостоявшимся из-за нелегального удара коленом от Магомеда Анкалаева в 1 раунде.
Уокер повторно встретился с Магомедом Анкалаевым 14 января 2024 года на турнире UFC Fight Night: Анкалаев vs. Уокер 2. Джонни проиграл техническим нокаутом во 2 раунде, пропустив хук правой.

## Статистика в MMA
| Боёв 31         | Побед 21 | Поражений 9 |
| --------------- | -------- | ----------- |
| Нокаутом        | 16       | 6           |
| Сдачей          | 3        | 1           |
| Решением        | 2        | 2           |
| Не состоявшихся | 1        | 1           |

| Результат    | Рекорд   | Соперник                  | Способ                              | Турнир                                           | Дата             | Раунд | Время | Место                           | Примечание                                                                         |
| ------------ | -------- | ------------------------- | ----------------------------------- | ------------------------------------------------ | ---------------- | ----- | ----- | ------------------------------- | ---------------------------------------------------------------------------------- |
| Поражение    | 21-9 (1) | Волкан Оздемир            | KO (удар)                           | UFC on ABC: Уиттакер vs. Алискеров               | 22 июня 2024     | 1     | 2:28  | Эр-Рияд, Абу-Даби               |                                                                                    |
| Поражение    | 21-8 (1) | Магомед Анкалаев          | KO (удар)                           | UFC Fight Night: Анкалаев vs. Уокер 2            | 14 января 2024   | 2     | 2:42  | Лас-Вегас, Невада, США          |                                                                                    |
| Не состоялся | 21-7 (1) | Магомед Анкалаев          | NC (Запрещенный удар)               | UFC 294                                          | 21 октября 2023  | 1     | 3:13  | Абу-Даби, ОАЭ                   |                                                                                    |
| Победа       | 21-7     | Энтони Смит               | Единогласное решение                | UFC on ABC: Розенстрайк vs. Алмейда              | 13 мая 2023      | 3     | 5:00  | Шарлотт, Северная Каролина, США |                                                                                    |
| Победа       | 20-7     | Пол Крейг                 | TKO (удары)                         | UFC 283                                          | 21 января 2023   | 1     | 2:16  | Рио-де-Жанейро, Бразилия        |                                                                                    |
| Победа       | 19-7     | Ион Куцелаба              | Сдача (удушение сзади)              | UFC 279                                          | 10 сентября 2022 | 1     | 4:37  | Лас-Вегас, Невада, США          | Выступление вечера.                                                                |
| Поражение    | 18-7     | Джамалл Хилл              | KO (удар)                           | UFC Fight Night: Уокер vs. Хилл                  | 19 февраля 2022  | 1     | 2:55  | Лас-Вегас, Невада, США          |                                                                                    |
| Поражение    | 18-6     | Тиагу Сантус              | Единогласное решение                | UFC Fight Night: Сантус vs. Уокер                | 2 октября 2021   | 5     | 5:00  | Лас-Вегас, Невада, США          |                                                                                    |
| Победа       | 18-5     | Райан Спэнн               | KO (удары локтями и руками)         | UFC Fight Night: Ковингтон vs. Вудли             | 19 сентября 2020 | 1     | 2:43  | Лас-Вегас, Невада, США          |                                                                                    |
| Поражение    | 17-5     | Никита Крылов             | Единогласное решение                | UFC Fight Night: Ли vs. Оливейра                 | 14 марта 2020    | 3     | 5:00  | Бразилия                        |                                                                                    |
| Поражение    | 17-4     | Кори Андерсон             | TKO (удары)                         | UFC 244                                          | 2 ноября 2019    | 1     | 2:07  | Нью-Йорк, США                   |                                                                                    |
| Победа       | 17-3     | Миша Циркунов             | TKO (летучее колено и удары руками) | UFC 235                                          | 2 марта 2019     | 1     | 0:38  | Лас-Вегас, Невада, США          | Выступление вечера.                                                                |
| Победа       | 16-3     | Джастин Ледет             | TKO (бэкфист и удары руками)        | UFC Fight Night: Ассунсао vs. Мораис 2           | 2 февраля 2019   | 1     | 0:15  | Форталеза, Бразилия             | Выступление вечера.                                                                |
| Победа       | 15-3     | Халил Раунтри Мл.         | KO (локоть)                         | UFC Fight Night: Мэгни vs. Понзиниббио           | 17 ноября 2018   | 1     | 1:57  | Буэнос-Айрес, Аргентина         | Выступление вечера.                                                                |
| Победа       | 14-3     | Энрике Да Сильва          | Единогласное решение                | Dana White’s Contender Series Brazil 2           | 11 августа 2018  | 3     | 5:00  | Лас-Вегас, Невада, США          |                                                                                    |
| Победа       | 13-3     | Чейк Коне                 | TKO (удары)                         | European Beatdown 3                              | 17 марта 2018    | 1     | 3:04  | Монс, Бельгия                   | Заваевал титул чемпиона EBD в полутяжелом весе.                                    |
| Победа       | 12-3     | Енджей Мачковяк           | KO (колено и удары руками)          | Krwawy Sport 1: Southampton                      | 11 марта 2018    | 2     | 2:42  | Саутгемптон, Англия             | Бой в тяжёлом весе.                                                                |
| Победа       | 11-3     | Стюарт Остин              | KO (колено)                         | Ultimate Challenge MMA 54                        | 10 февраля 2018  | 1     | 2:44  | Лондон, Англия                  | Заваевал титул чемпиона UCMMA в полутяжелом весе.                                  |
| Победа       | 10-3     | Родриго Хесус             | TKO (удары)                         | Brave Combat Federation 8: The Rise of Champions | 12 августа 2017  | 1     | 2:18  | Куритиба, Бразилия              |                                                                                    |
| Победа       | 9-3      | Луис Гильерме де Андраде  | Сдача (гильотина)                   | Katana Fight: Gold Edition                       | 25 марта 2017    | 1     | 0:29  | Коломб, Бразилия                | Вернулся в полутяжёлый вес.                                                        |
| Поражение    | 8-3      | Энрике Сильва Лопес       | KO (удары)                          | Jungle Fight 88                                  | 25 июня 2016     | 1     | 0:18  | Посус-ди-Калдас, Бразилия       |                                                                                    |
| Победа       | 8-2      | Фабио Васконселос         | TKO (удары)                         | Imortal FC 4: Dynamite                           | 21 мая 2016      | 1     | 4:10  | Сан-Жозе-дус-Пиньяйс, Бразилия  |                                                                                    |
| Поражение    | 7-2      | Клидсон Абреу             | Сдача (удушение сзади)              | Samurai FC 12                                    | 10 октября 2015  | 2     | 3:10  | Куритиба, Бразилия              | Дебют в тяжелом весе. За вакантный титул чемпиона Samurai FC в супертяжелом весе.. |
| Победа       | 7-1      | Мурило Гритц              | TKO (удары)                         | PRVT: Garuva Top Fight                           | 16 августа 2015  | 1     | 0:56  | Гарува, Бразилия                |                                                                                    |
| Победа       | 6-1      | Марк Полимено             | Сдача (удушение сзади)              | PRVT: Afonso Pena Top Fight 3                    | 28 июня 2015     | 1     | 0:38  | Сан-Жозе-дус-Пиньяйс, Бразилия  |                                                                                    |
| Победа       | 5-1      | Рикардо Пандора           | TKO (удары)                         | Imortal FC 1: The Invasion                       | 13 июня 2015     | 1     | 3:20  | Сан-Жозе-дус-Пиньяйс, Бразилия  |                                                                                    |
| Победа       | 4-1      | Эндрю Флорес Смит         | TKO (удары)                         | Peru Fighting Championship 21                    | 28 мая 2015      | 3     | 0:28  | Лима, Перу                      |                                                                                    |
| Поражение    | 3-1      | Вагнер Прадо              | TKO (удары)                         | Team Nogueira Beach                              | 29 ноября 2014   | 2     | 3:40  | Рио-де-Жанейро, Бразилия        |                                                                                    |
| Победа       | 3-0      | Жоао Витор Лопес да Силва | TKO (удары)                         | Gigante Fight MMA 2                              | 11 октября 2014  | 1     | N/A   | Рио-де-Жанейро, Бразилия        |                                                                                    |
| Победа       | 2-0      | Витор Казанова            | TKO (удары)                         | Ubá Fight 5                                      | 13 сентября 2014 | 1     | 4:38  | Уба, Бразилия                   |                                                                                    |
| Победа       | 1-0      | Франсиско Франсиско       | TKO (колено и удары руками)         | Circuito Invictus de MMA 2                       | 14 декабря 2013  | 1     | 0:49  | Рио-де-Жанейро, Бразилия        |                                                                                    |